# Ne me quitte pas
«Ne me quitte pas» (фр. «Не покидай меня») — французская песня, написанная Жаком Брелем в 1959 году. Исполнялась многими певцами, переведена на множество языков. В английском варианте «If You Go Away» превратилась в поп-стандарт.

## Оригинальная запись
Песня была записана Жаком Брелем впервые 11 сентября 1959 года, и опубликована в альбоме La Valse à Mille Temps.
В 1961 году он записал версию песни на фламандском языке под названием «Laat Me Niet Alleen».
Тринадцать лет спустя после записи оригинала Брель выпустил ещё один вариант в его альбоме Ne me quitte pas, получившем название в честь песни. Эта запись была сделана 20 июня 1972 года.
Строки «Moi, je t’offrirai des perles de pluie venues de pays où il ne pleut pas» цитируют музыкальную тему из «Венгерской рапсодии № 6» Ференца Листа.

## Исполнители
Помимо оригинального исполнителя песню с успехом пели и многие другие артисты: Маиза, Нина Симон, Ширли Бэсси, Фрэнк Синатра, Фрида Боккара, Том Джонс, Марлен Дитрих, Радмила Караклаич, Дасти Спрингфилд, Жюли Зенатти, Нил Даймонд, Далида, Рэй Чарльз, Мирей Матье, Джонни Холлидей, Патрисия Каас, Селин Дион, Шарль Азнавур, Хулио Иглесиас, Оскар Бентон, Марк Алмонд, Стинг, Ди Ди Бриджуотер, Ин-Грид, Скотт Уокер, Эмилиана Торрини, Муслим Магомаев, Елена Камбурова, Мумий Тролль, Брайан Молко, Мадонна, Синди Лопер, Марк Тишман, Питер Мёрфи, Машру Лейла, Игги Поп,  Наташа Атлас, Олег Погудин и проч.
В фильме Педро Альмодовара «Закон желания» песня звучит в исполнении бразильской певицы Маизы. В октябре 2009 года Billboard 200 и UK Albums Chart одновременно возглавил альбом Барбры Стрейзанд Love Is the Answer, в который вошла английская версия песни.
В фильме «Handtering av udode» (швед. «Блаженны мертвые») снятого по одноименному роману  Юн Айвиде Линдквист, шведского писателя произведений в жанре ужасов, песня « Ne me quitte pas » звучит на французском языке в исполнении Зенатти, Жюли.

## Варианты в различных переводах
- африк. Moenie weggaan nie
- нем. Bitte geh nicht fort
- греч. Pes mou pos mporeis; Min me afinis mi
- англ. If you go away
- исп. No me dejes, no
- нидерл. Laat Me Niet Alleen
- ивр. אל תלכי מכאן‎
- итал. Non Andare Via
- пол. Nie opuszczaj mnie
- порт. Não me deixes mais
- бел. Не губляй мяне
- рус. Не покидай меня; Когда ты уйдёшь
- тур. Beni terketme
- арм. Մի հեռացիր ինձանից